# Непал на летних Олимпийских играх 2020
Непал на летних Олимпийских играх 2020 года был представлен пятью спортсменами в четырёх видах спорта. В связи с пандемией COVID-19 Международный олимпийский комитет принял решение перенести Игры на 2021 год.

## Состав сборной
Лёгкая атлетика
1. Сарсвати Чаудхари

 Дзюдо
1. Сония Бхатта

 Стрельба
1. Калпана Парияр

 Плавание
1. Александр Шах
2. Гаурика Сингх

## Результаты соревнований

### Лёгкая атлетика
Женщины
 Беговые дисциплины
| Дисциплина        | Спортсмен         | Предварительный раунд | Предварительный раунд | Четвертьфиналы        | Четвертьфиналы        | Полуфиналы            | Полуфиналы            | Финал                 | Финал                 |
| Дисциплина        | Спортсмен         | Время                 | Место                 | Время                 | Место                 | Время                 | Место                 | Время                 | Место                 |
| ----------------- | ----------------- | --------------------- | --------------------- | --------------------- | --------------------- | --------------------- | --------------------- | --------------------- | --------------------- |
| бег на 100 метров | Сарсвати Чаудхари | 12,91                 | 8                     | завершила выступление | завершила выступление | завершила выступление | завершила выступление | завершила выступление | завершила выступление |

### Дзюдо
Женщины
| Категория | Спортсмены   | 1/32 финала                | 1/16 финала           | Четвертьфинал         | Полуфинал             | Финал                 | Место |
| Категория | Спортсмены   | Соперник Результат         | Соперник Результат    | Соперник Результат    | Соперник Результат    | Соперник Результат    | Место |
| --------- | ------------ | -------------------------- | --------------------- | --------------------- | --------------------- | --------------------- | ----- |
| до 48 кг  | Сония Бхатта | ROCИрина Долгова П 000:100 | завершила выступление | завершила выступление | завершила выступление | завершила выступление | 17    |

### Стрельба
Женщины
| Соревнование                       | Спортсмены     | Квалификация | Квалификация | Финал                 |
| Соревнование                       | Спортсмены     | Результат    | Место        | Соперник Результат    |
| ---------------------------------- | -------------- | ------------ | ------------ | --------------------- |
| пневматическая винтовка, 10 метров | Калпана Парияр | 616,8        | 46           | завершила выступление |

### Плавание
Мужчины
| Дистанция                 | Спортсмены    | Предварительный раунд | Предварительный раунд | Полуфинал            | Полуфинал            | Финал                | Финал                |                      |
| Дистанция                 | Спортсмены    | Результат             | Место                 | Результат            | Место                | Результат            | Место                |                      |
| ------------------------- | ------------- | --------------------- | --------------------- | -------------------- | -------------------- | -------------------- | -------------------- | -------------------- |
| 100 метров вольным стилем | Александр Шах | 53,41                 | 59                    | завершил выступление | завершил выступление | завершил выступление | завершил выступление | завершил выступление |

Женщины
| Дистанция                 | Спортсмены    | Предварительный раунд | Предварительный раунд | Полуфинал             | Полуфинал             | Финал                 | Финал                 |                       |
| Дистанция                 | Спортсмены    | Результат             | Место                 | Результат             | Место                 | Результат             | Место                 |                       |
| ------------------------- | ------------- | --------------------- | --------------------- | --------------------- | --------------------- | --------------------- | --------------------- | --------------------- |
| 100 метров вольным стилем | Гаурика Сингх | 1:00,11               | 50                    | завершила выступление | завершила выступление | завершила выступление | завершила выступление | завершила выступление |